# Andrew Harrison
Andrew Harrison, OAM (nascido em 7 de junho de 1987) é um atleta paralímpico australiano que compete na modalidade rugby em cadeira de rodas. Conquistou a medalha de ouro nos Jogos Paralímpicos de Verão de 2016 no Rio de Janeiro, após derrotar a equipe norte-americana de rugby em cadeira de rodas por 59 a 58 na final, realizada na Arena Carioca 1. Também foi medalhista de ouro nos Jogos Paralímpicos de Londres 2012 e prata no mundial da mesma modalidade.